# Сан Хуан (окръг, Колорадо)
Вижте пояснителната страница за други значения на Сан Хуан.
Окръг Сан Хуан (на английски: San Juan County) е окръг в щата Колорадо, Съединени американски щати. Площта му е 1005 km², а населението - 715 души (2017). Административен център е град Силвъртън.